# Fehlfarben
A Fehlfarben a Neue Deutsche Welle, a nyugatnémet újhullám egyik meghatározó együttese.

## Története
A hírhedt Mittagspause nyugatnémet punkegyüttes tagjaiból alakult 1979-ben, Düsseldorfban: Thomas Schwebel és a Mittagspause énekese, Peter Hein alapították londoni látogatásukból hazatérve. 1979 végétől a londoni ska virágkorát élte és ez az az új impulzus, amely a két zenész hajóját új vizekre vezérelte. Sikerült megnyerniük maguknak a DAF basszusgitárosát, Michael Kemnert. Hamarosan kislemezzel jelentkeztek Grosse Liebe címmel. Az EMI olyan sikeresnek találta a produkciót, hogy 1980-ban kiadja a Fehlfarben első nagylemezét, a Monarchie und Alltagot. Ez a lemez azonnal a német újhullám legjelentősebb lemezévé vált. Néhány dalt, mint például a Militürk című számot, a Mittagspause 1979-es nagylemezéről vettek át. A dal az akkoriban sok konfliktust okozó török bevándorlókról szól.
Nem sokkal később turnéra indultak, ám csalódást jelentettek a publikum számára: ami a stúdióban sikerült, az élőben lejátszhatatlannak bizonyult. Ennek ellenére lemezük egyre jobban fogyott. A siker mégsem érte el csúcspontját, az énekes, Peter Hein és Michael Kemner kiváltak, hogy megalakítsák a Mau Mau nevű formációt. 1981-ben jelentkeztek a 33 Tage in Ketten című albummal, ezután sokáig semmi hírt nem lehetett hallani róluk. A csökkenő népszerűség miatt 1983-ban megjelentették a Glut und Asche című LP-t, ám az érdektelenség miatt a következő évben feloszlottak. Dalaik egy generáció életérzését fogalmazták meg. 

## Diszkográfia

### Nagylemezek
- 1980 – Monarchie und Alltag
- 1981 – 33 Tage in Ketten
- 1983 – Glut und Asche
- 1991 – Die Platte des Himmlischen Friedens (mit Helge Schneider)
- 1992 – Live
- 1994 – Popmusik und Hundezucht (aufgenommen 1984)
- 1998 – Es geht voran (Compilation)
- 2002 – Knietief im Dispo
- 2006 – 26½ (mit Gästen: Helge Schneider, Campino, Herbert Grönemeyer, T. V. Smith u. a.)
- 2007 – Handbuch für die Welt
- 2009 – Live hier & jetzt
- 2010 – Glücksmaschinen

### Kislemezek
- 1980 – Abenteuer & Freiheit / Große Liebe
- 1981 – Das Wort ist draußen / Wie bitte was?!
- 1982 – Ein Jahr (Es geht voran)
- 1982 – 14 Tage / Feuer an Bord
- 1983 – Tag und Nacht
- 1983 – Agenten in Raucherkinos
- 1985 – Keine ruhige Minute / Der Himmel weint
- 1991 – In Zeiten wie diesen
- 2002 – Club der schönen Mütter
- 2003 – Alkoholen
- 2010 – Wir warten (Ihr habt die Uhr, wir die Zeit)